# A Trip to the Moon (film 1914)
A Trip to the Moon è un cortometraggio muto del 1914 diretto da Vincent Whitman.

## Produzione
Il film fu prodotto dalla Lubin Manufacturing Company.

## Distribuzione
Distribuito dalla General Film Company, il film - un cortometraggio di animazione della lunghezza di 200 metri - uscì nelle sale cinematografiche USA il 21 marzo 1914. Nelle proiezioni, veniva programmato con il sistema dello split reel, accorpato in un'unica bobina con un altro cortometraggio prodotto dalla Lubin, la commedia So Long, Count.